# Sergio Leonardi
Sergio Leonardi (Roma, 26 marzo 1943) è un cantante e attore italiano.

## Biografia
Inizia la carriera nella seconda metà degli anni sessanta.
Nel novembre 1967 esce Non ti scordar di me, con cui partecipa al Cantagiro ed al Festivalbar dell'estate seguente. Proprio al Festivalbar ottiene grande successo classificandosi al primo posto della sezione giovani Disco Verde con un numero di 29.683 ascolti in Juke-box nei bar di tutta Italia.
Il successo ”Bambina”, del 1968, verrà considerato, nel 2022, uno dei migliori testi dalla Tipy Society, che lo premia per la frase “Chissà dove hai lasciato quel vestito color semplicità”.
Il 1969 è l'anno di Arrivederci a forse mai, che partecipa a Un disco per l'estate, arrivando in finale e classificandosi all'undicesimo posto, seguito poi da Pulicinella.
Nello stesso anno pubblica il suo primo album, che racchiude, oltre ai suoi successi, anche reinterpretazioni di canzoni di altri artisti, come Il mondo è grigio, il mondo è blu di Nicola Di Bari.
Un'altra sua canzone Whisky, viene scelta come sigla della serie televisiva del Tenente Sheridan, e anni dopo verrà inserita nella colonna sonora del film La donna della domenica (1975) di Luigi Comencini (dall'omonimo romanzo di Fruttero & Lucentini).
Nel 1970 partecipa al Festival di Sanremo in coppia con Tony Renis con Canzone blu.
Continua la carriera, seppure in tono minore, per tutti gli anni settanta, decennio in cui si dedica anche al cinema (fa anche, saltuariamente, del doppiaggio, per la compagnia CVD); lavora spesso in teatro, partecipando agli spettacoli del Bagaglino.
Nel 1984 incide Angeli, sigla della telenovela Plumas a Paetas, e Che coppia noi, sigla dell'edizione di quell'anno del Processo del lunedì.
Con Non ti scordar di me partecipa a Una rotonda sul mare nel 1990.
Nel 1991 ha pubblicato un album dedicato a reinterpretazioni di canzoni di Fred Buscaglione, e nel 1999 una raccolta di suoi successi riarrangiati.

## Discografia

### Album in studio
- 1969 – Dedicato a te bambina
- 1973 – Questo è lei
- 1991 – Ricomincio da Fred

### Raccolte
- 1988 – Sergio Leonardi
- 1999 – Non ti scordar di me

### Singoli
- 1965 – Capri mon Capri/Sembrava tanto facile
- 1966 – Non conta niente/L'indiano
- 1967 – I playboys/Giorgy svegliati
- 1967 – Non ti scordar di me/Il sole
- 1968 – Bambina/Prigioniero
- 1969 – Arrivederci a forse mai/Piangi piangi ragazzo
- 1969 – Pulcinella/Whisky
- 1970 – Canzone blu/Che cosa pazza l'amore
- 1970 – Folle femmina/Che cosa pazza l'amore
- 1970 – La più bella del mondo/In città
- 1971 – Quando un uomo resta senza amore/Piangi piangi ragazzo
- 1972 – Galera/Fumetto a colori
- 1973 – Elisabetta, si fa sera/Se tu vuoi
- 1974 – Questo è lei/Lascia perdere il violino
- 1975 – Melania/Doveva accadere
- 1976 – Una volta ogni mille mai/Siamo in confidenza
- 1978 – Tutto ok!/Piccolissima
- 1981 – La gazzella/I pugni in tasca
- 1984 – Angeli/Che coppia noi

## Filmografia
- Play Boy (conosciuto anche con i titoli Sono bugiarda e Non ti scordar di me), di Enzo Battaglia (1967)
- Il professor Matusa e i suoi hippies, regia di Luigi de Maria (1968)
- Bolidi sull'asfalto a tutta birra!, regia di Bruno Corbucci (1970)
- Quickly... spari e baci a colazione, regia di Alberto Cavallone (1971)
- Mazzabubù... Quante corna stanno quaggiù?, regia di Mariano Laurenti (1971)
- Il provinciale, regia di Luciano Salce (1971)
- Fratello homo sorella bona, regia di Mario Sequi (1972)
- Continuavano a chiamarli i due piloti più matti del mondo, regia di Mariano Laurenti (1972)
- 4 marmittoni alle grandi manovre, regia di Franco Martinelli (1974)
- Scherzi da prete, regia di Pier Francesco Pingitore (1978)
- Sella d'argento, regia di Lucio Fulci (1978)
- L'imbranato, regia di Pier Francesco Pingitore (1979)
- Tutti a squola, regia di Pier Francesco Pingitore (1979)
- Ciao marziano, regia di Pier Francesco Pingitore (1980)
- Il ficcanaso, regia di Bruno Corbucci (1981)
- Sbirulino, regia di Flavio Mogherini (1982)
- Ti spacco il muso bimba, regia di Mario Carbone (1982)
- I camionisti, regia di Flavio Mogherini (1982)